# TT104
La tombe thébaine TT 104 est située à Cheikh Abd el-Gournah, dans la nécropole thébaine, sur la rive ouest du Nil, face à Louxor en Égypte.
C'est la sépulture de Thotnéfer qui vivait sous les règnes d'Amenhotep II, Hatchepsout et Thoutmôsis III (XVIIIe dynastie).